# 짜왕
짜왕은 농심에서 만드는 짜장라면 제품으로, 2015년에 최초로 출시하였다. 사실상 짜파게티의 동생 제품 격이다. 그러나 이후에는 짜왕의 인기가 높아지면서 2017년 짜왕 매운맛을 선보였고, 2년 후인 2019년에는 짜왕 건면까지 출시한 것으로 나와 있다. 봉지면 기준으로 134g이다.

## 영양 성분표
- 나트륨 : 1,250mg
- 탄수화물 : 92g
- 당류 : 9g
- 지방 : 22g
  - 트랜스지방 : 0g
  - 포화지방 : 10g
- 콜레스테롤 : 5mg 미만
- 단백질 : 11g

## 주요 제품
- 짜왕 봉지면

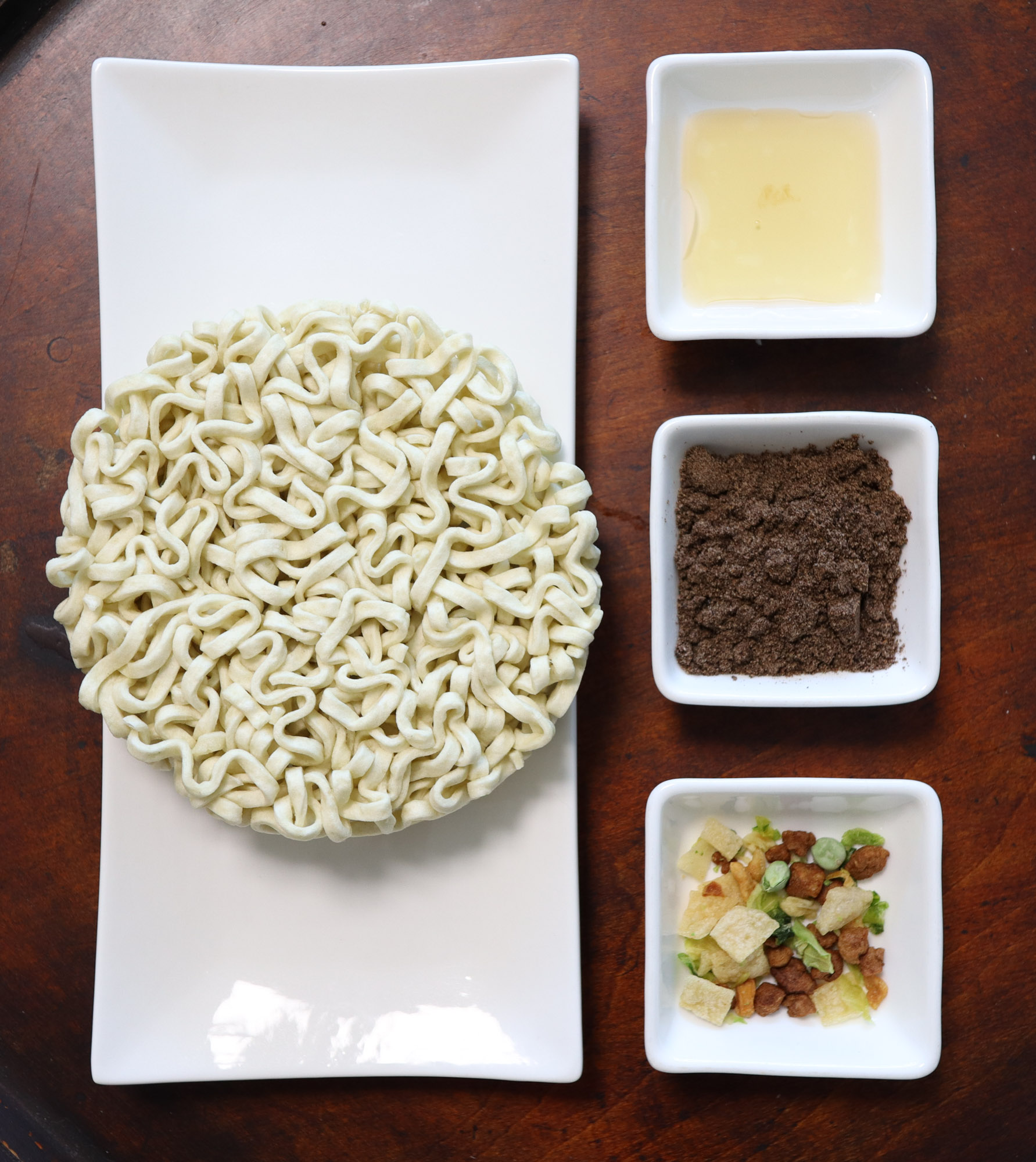
짜왕 재료
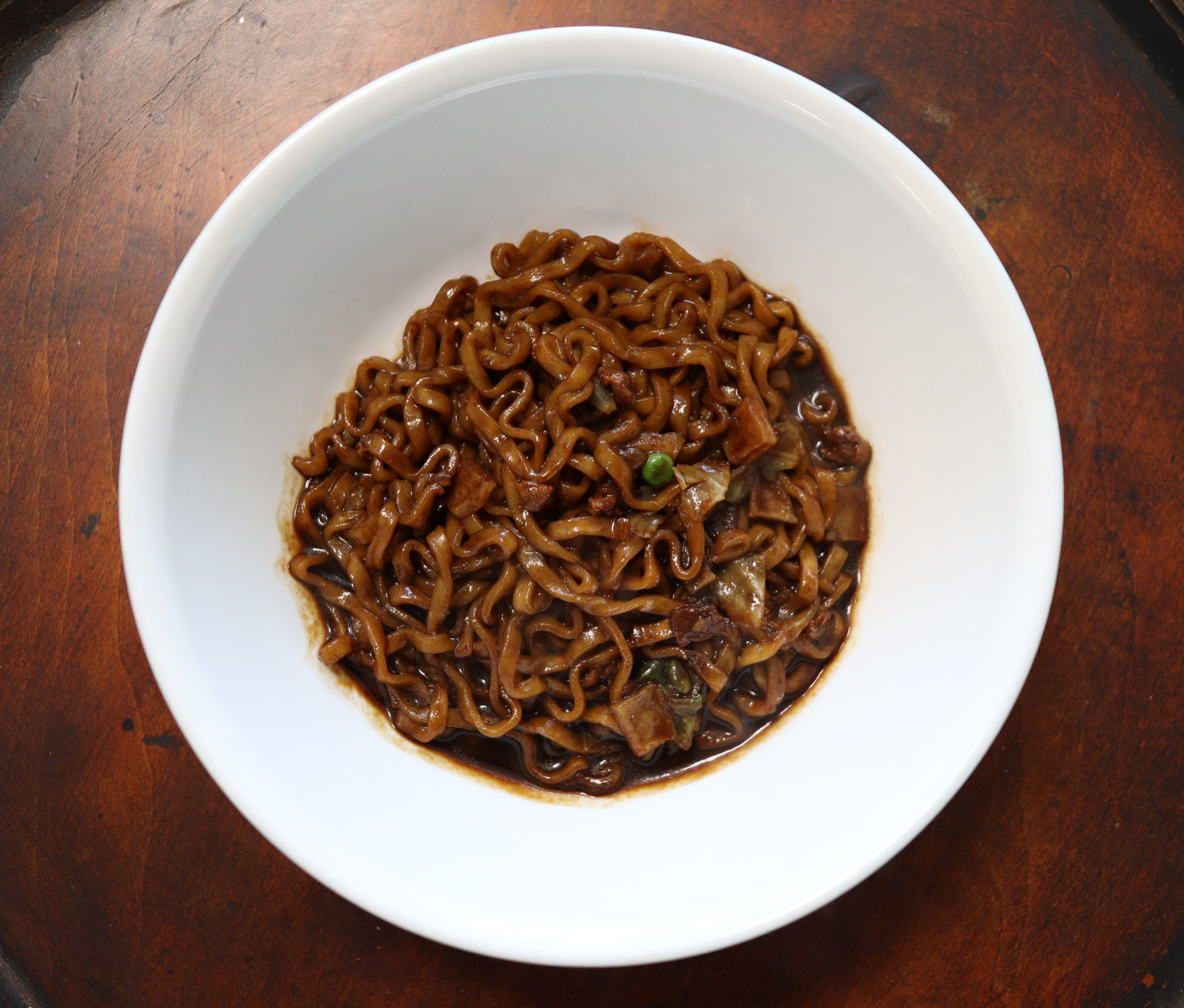
조리된 후의 짜왕

- 짜왕 용기면
- 짜왕 건면
- 짜왕 매운맛

## 협업 상품
짜왕의 협업 상품은 농심 포테토칩의 하위 배리에이션인 포테토칩 짜왕 맛을 2016년에 맛짬뽕, 바나나킥맛 포테토칩과 함께 잠시 선보인 바 있다.

## 같이 보기
- 짜파게티
- 짜짜로니
- 농심